# Jachthuis Sint-Hubertus
Jachthuis Sint-Hubertus (ook wel Jachtslot Sint-Hubertus genoemd) is een gebouw in het noorden van het Nederlands Nationaal Park De Hoge Veluwe, tussen de Gelderse plaatsen Otterlo en Hoenderloo in. Het werd in 1914 ontworpen door architect Hendrik Berlage, in opdracht van het echtpaar Helene Kröller-Müller en Anton Kröller.

## Historie
In 1914 besloot het echtpaar Kröller-Müller tot de bouw van een buitenhuis op hun pas verworven landgoed De Hoge Veluwe. Het ontwerp werd gegund aan de architect Berlage. Hij ontwierp niet alleen het huis, maar ook het interieur, de meubels, de tuinen, dienstgebouwen en zelfs een brug bij het Jachthuis. Zo ontstond er een samenhangend geheel, een Gesamtkunstwerk.
De bouw duurde van 1915 tot 1920. Het was een opdracht waar veel geld mee gemoeid was. Berlage was vrij in zijn ontwerp, waardoor zijn ideeën over vormgeving volledig tot uiting konden komen. Later ontstond echter een gevoel van onvrede bij Berlage nadat het opdrachtgevende paar zich steeds maar opnieuw met de ontwerpen bemoeide, wat tot voortdurende aanpassingen leidde. De wens om aan het bijna voltooide gebouw alsnog een serre toe te voegen, was voor Berlage aanleiding om zich terug te trekken. Henry Van de Velde nam zijn werk over.
Het gebouw bleef tot 1935 in bezit van het echtpaar Kröller, die het vervolgens aan de Staat der Nederlanden schonk. Het wordt gebruikt als verblijf voor gasten van de Staat. Van 14 tot 24 april 1946 werd het Jachthuis gebruikt voor overleg tussen een Nederlandse en een Republikeinse delegatie over de toekomst van Nederlands-Indië. In de jaren vijftig van de twintigste eeuw werd het gebruikt als vakantieverblijf voor de Nederlandse ministers en hun gezinnen. Politicus Louis Beel logeerde er jaarlijks in de zomer een week met zijn gezin.
De zorg voor de inventaris is opgedragen aan de Rijksdienst voor het Cultureel Erfgoed, de zorg voor het gebouw aan het Rijksvastgoedbedrijf. Het Jachthuis stond sinds de jaren zestig van de vorige eeuw, indien het gebruik het toeliet, al deels open voor publiek.
In het najaar van 2012 werd begonnen met een grote restauratie van het monument. De eerste fase liep tot juni 2013. De tweede van september 2013 tot april 2014. Tijdens de eerste fase werd het Jachthuis gesloten voor het publiek. Alle leidingen en elektrische bedrading werden vervangen. Zo lagen de oorspronkelijke elektriciteitsleidingen onder de vloeren nog in gedroogd zeewier. De 26.000 speciaal voor het gebouw gemaakte glazen vloertegeltjes van de eetzaal werden eerst verwijderd - vierhonderd werden vervangen - en vervolgens weer teruggelegd. Bij het schilderwerk werd het oorspronkelijke kleurenplan in ere hersteld. Hiervoor werden dezelfde materialen gebruikt als bij de bouw. De deurklinken werden opnieuw gegoten en de ongeveer 80.000 dakleien werden vervangen door leien uit Wales. Van de buitenmuren werden 15.000 tot 20.000 bakstenen vernieuwd. Aan de renovatie van de tuin werd in september 2011 al begonnen en deze zou tot na de restauratie van het gebouw duren.

## Architectuur

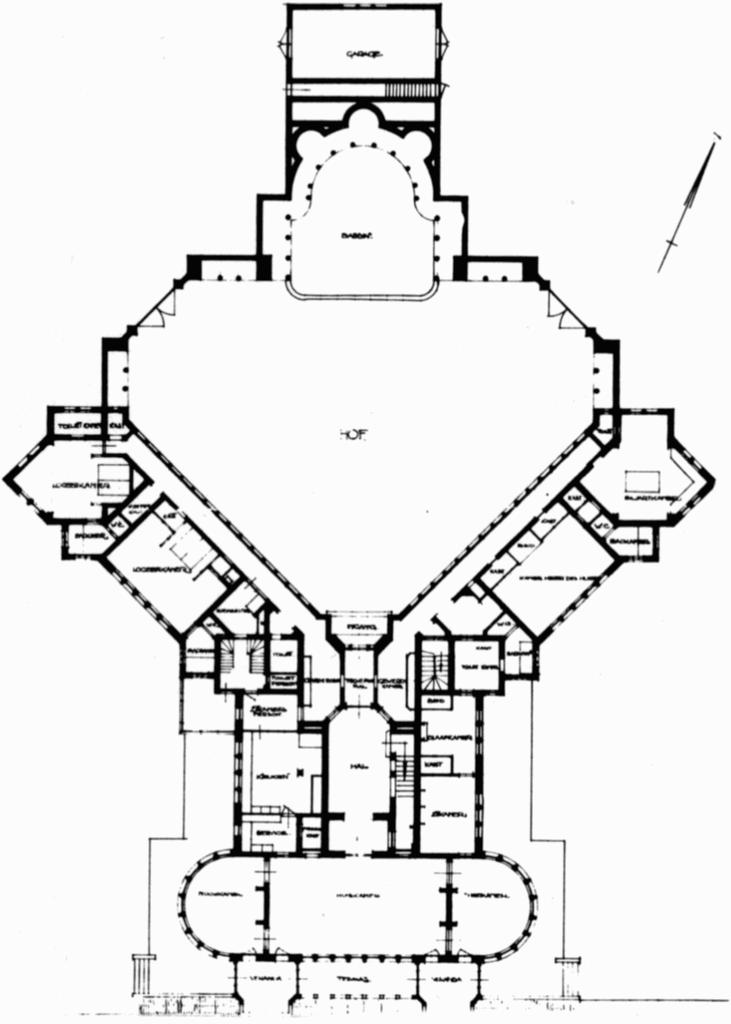
H.P. Berlage, eerste ontwerp

Het hele gebouw is opgetrokken uit baksteen, binnen vaak geglazuurd, en leisteen. Berlage ontwierp niet alleen het gebouw, maar ook het interieur en de interieuronderdelen. Alles in het interieur is op elkaar afgestemd: de tegels, de lampen, meubels en zelfs het servies en bestek zijn tot in detail door Berlage ontworpen. Het gebouw vertelt het verhaal van de heilige Hubertus van Luik. De vorm en het grondplan van het Jachthuis hebben ook alles van doen met de legende van Sint Hubertus. In het midden staat een hoge toren en het gebouw heeft twee zijvleugels die de binnenplaats "omarmen". Hierdoor heeft het Jachthuis de vorm van een hertengewei. Of Berlage dit bewust heeft gedaan, is niet bekend. Op de toren in het midden van het gebouw staat een kruis afgebeeld. De grote glas-in-loodramen in de hal geven het verhaal van Hubertus weer. De hal, eetkamer, bibliotheek en theekamer hebben verschillende kleurthema's die de fasen in het leven van Hubertus symboliseren. Het jachthuis is gebouwd in de stijl van Jugendstil. In het interieur zijn art-deco-objecten terug te vinden.
Het Jachthuis is een buitenplaats geïnspireerd op het zogenoemde English country house. Voorbeelden van kenmerken die daar op wijzen zijn de speciale vertrekken voor ieder gezinslid, net als de bibliotheek, rookkamer, boudoirs en de biljartkamer. De 31 meter hoge toren van het Jachthuis past niet bij het genre van het Engelse Country House. Het is vooral een kenmerk van veel van Berlages gebouwen. De toren hoort ook bij de wens van het echtpaar Kröller-Müller om een weids uitzicht over de omgeving te hebben.
Het gebouw is erg luxueus uitgevoerd. Zo had het een eigen generator voor elektriciteit (tegenwoordig is het aangesloten op het algemene elektriciteitsnet), warm en koud stromend water uit eigen bron, een centraal stofzuigersysteem, een centraal geregeld klokkensysteem en een lift die nog steeds functioneert.
De ramen op de begane grond kunnen in hun geheel wegzakken in de keldermuur, net als in oude treinstellen. Verder beschikt ieder raam over een teakhouten rolluik.
Naast Berlage heeft nog een aantal kunstenaars meegewerkt aan de bouw van Jachthuis Sint Hubertus:
- Bart van der Leck - kleurgebruik
- Joseph Mendes da Costa - beeldhouwwerk
- Hildo Krop - beeldhouwwerk
- Artur Hennig - glasschilderingen
- Lambertus Zijl - bronzen figuren
- Johan Coenraad Altorf - beeldhouwwerk en bronzen figuur

## Vijver
De aanleg van de vijver voor het jachthuis bleek een tegenvaller. Op ongeveer anderhalve meter diepte van het moerassige gebied lag een oerlaag die geen water doorliet, zeer geschikt dus als bodem voor de door Berlage ontworpen vijver. De bovenlaag met vegetatie werd afgegraven, maar de vijver die ontstond liep langzaam leeg. Door blootstelling aan zonnewarmte en vorst was de waterdichte grondlaag gebarsten en poreus geworden. Daarop werd een kleilaag aangebracht, maar ook dat bleek niet afdoende. Uiteindelijk werd de bodem bedekt met dakvilt, dat in gigantische rollen werd aangevoerd, en met mastiek aan elkaar werd geplakt.

## Galerij

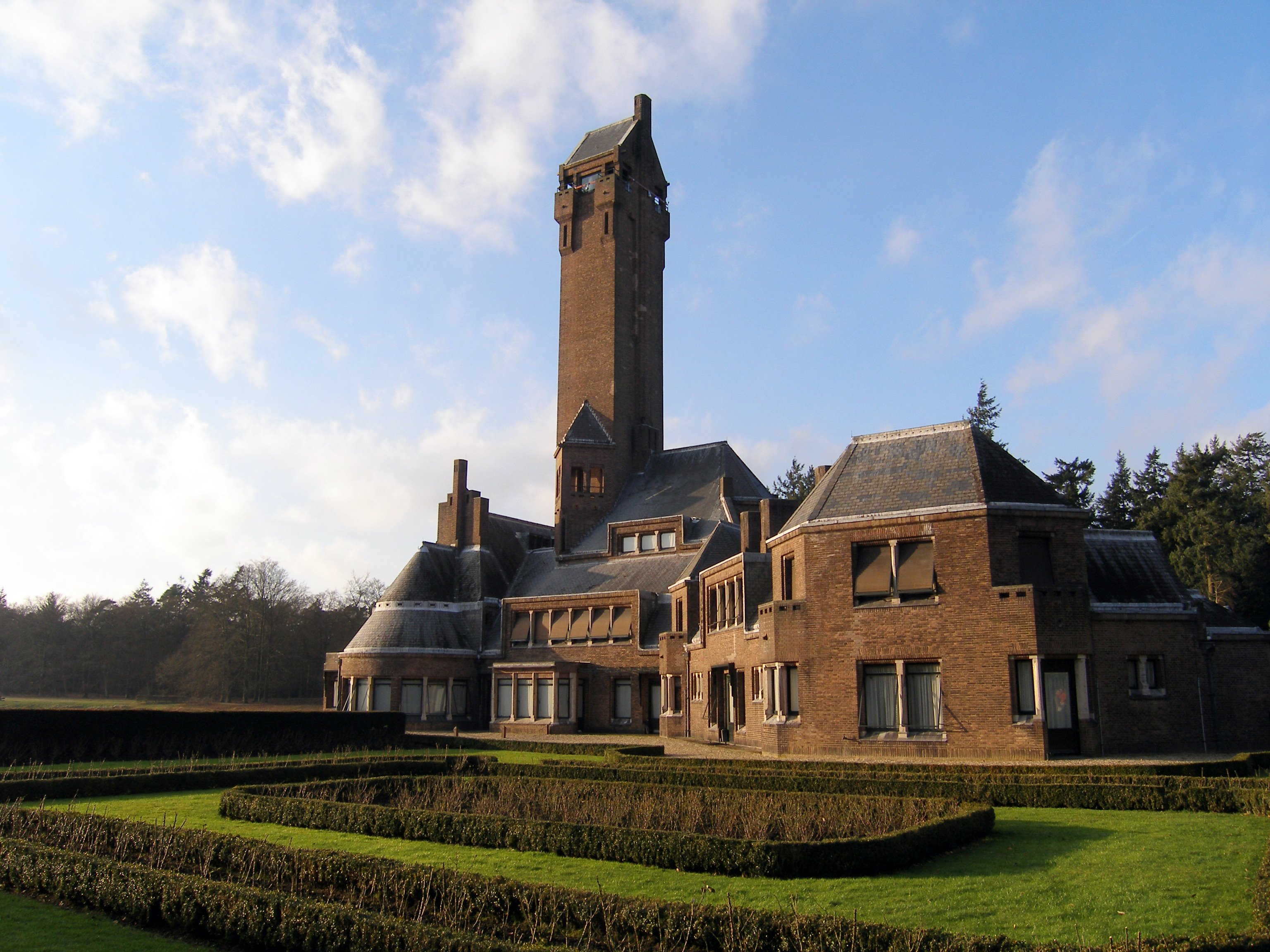
Zijaanzicht en de tuin
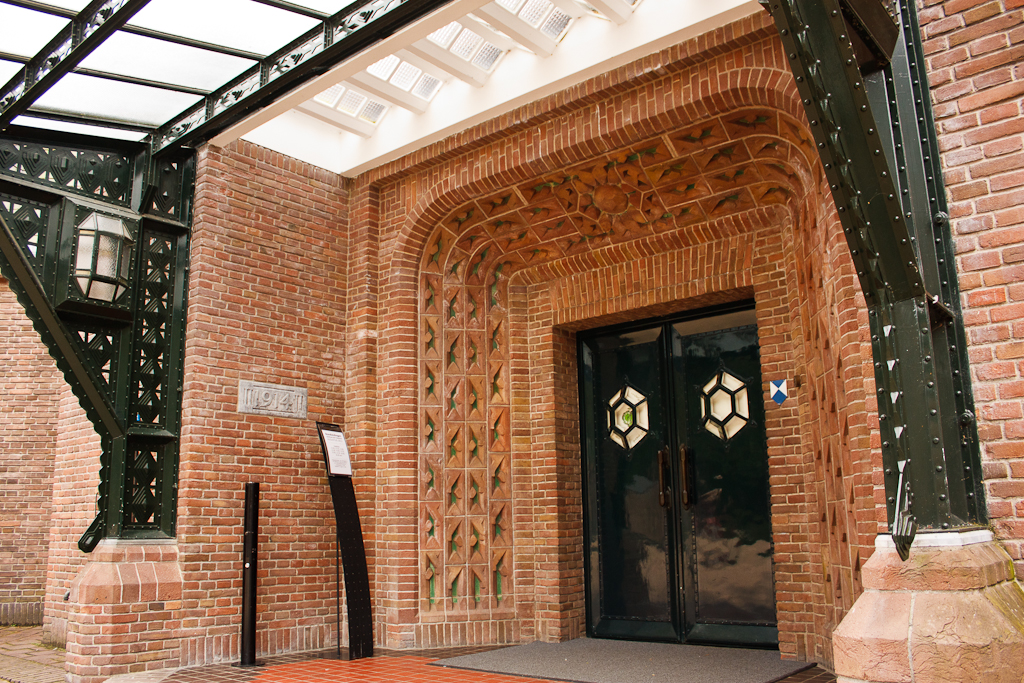
Entree
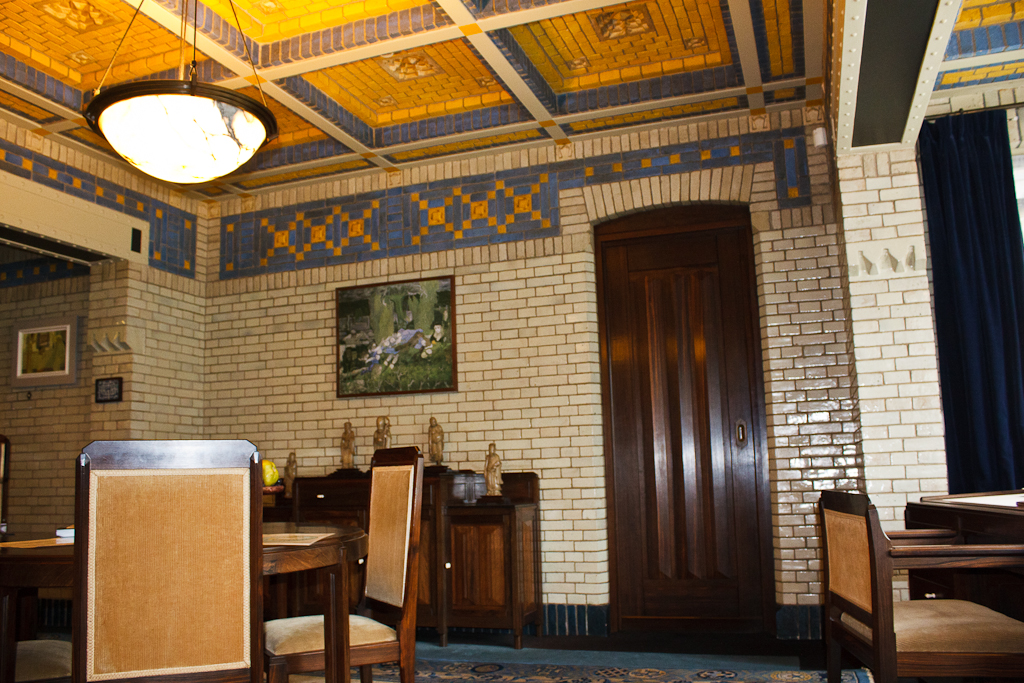
Studeerkamer van Helene Kröller-Müller
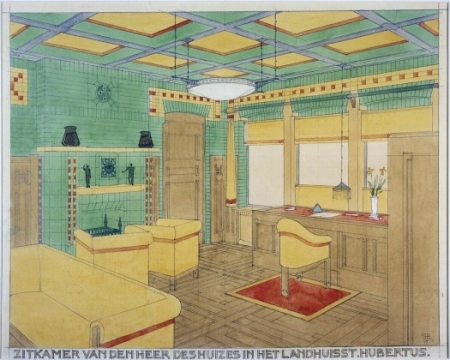
Schets van Berlage: "Zitkamer van den heer des huizes in het landhuis St. Hubertus"
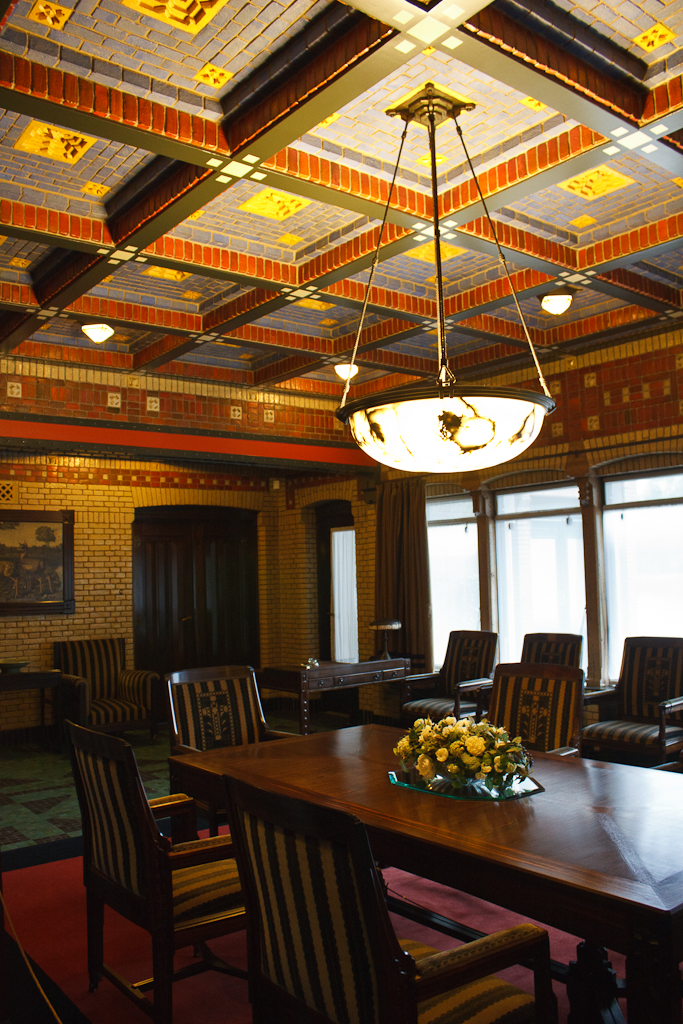
Eetzaal
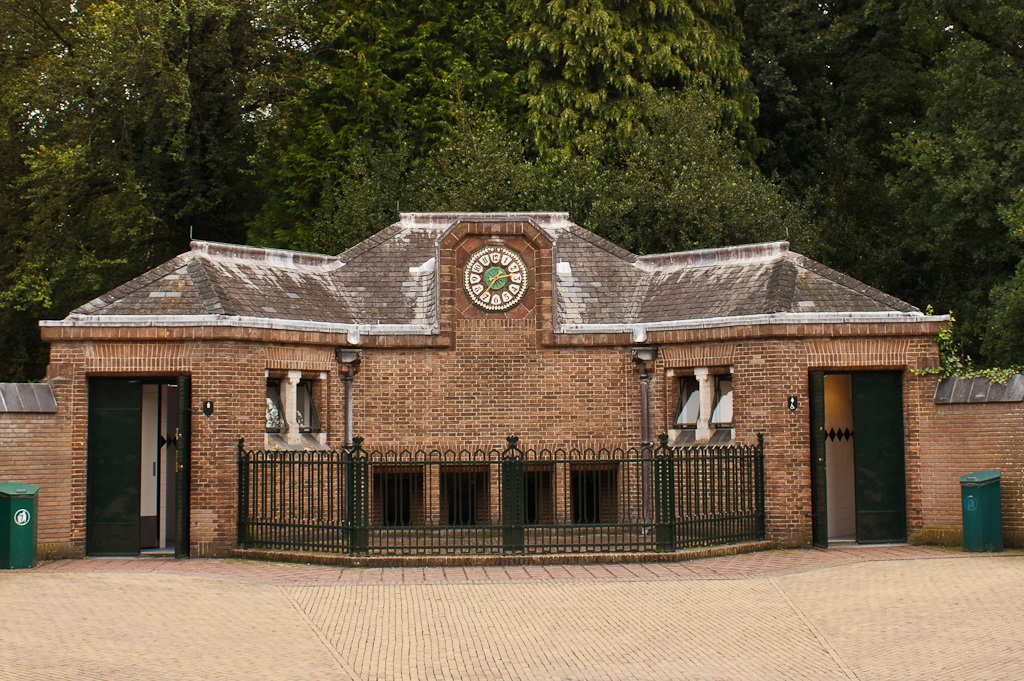
Voormalige hondenkennel
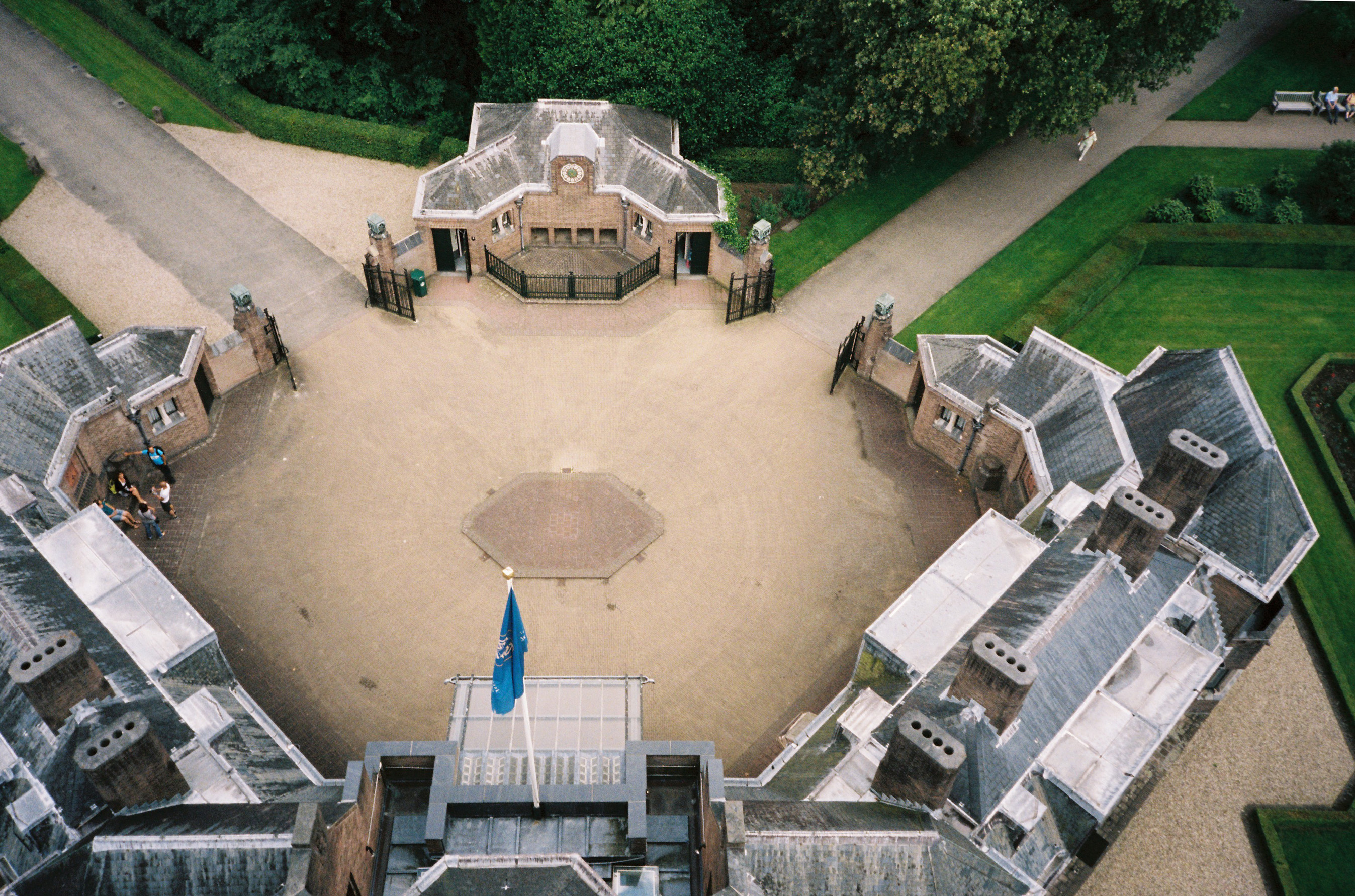
Bovenaanzicht
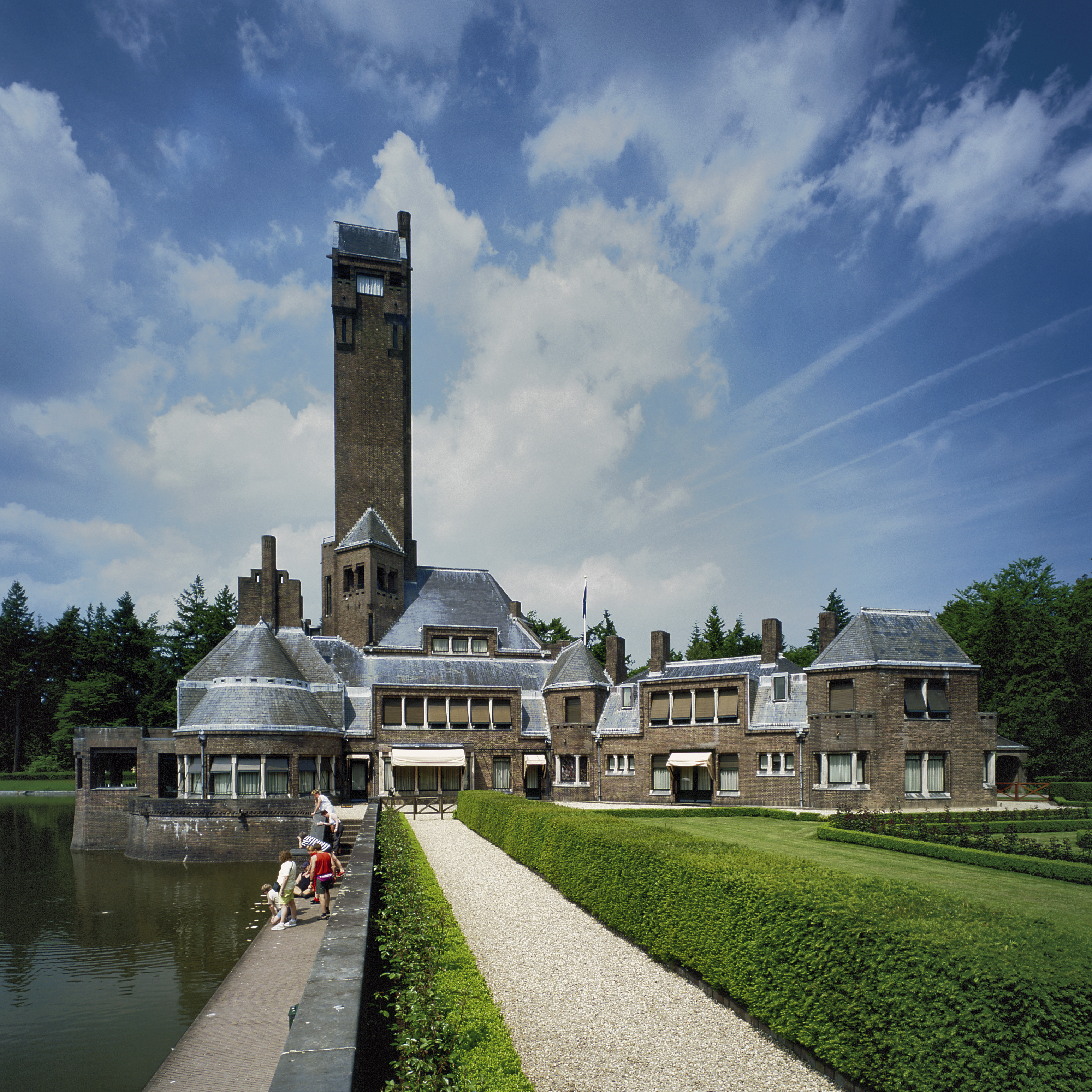